# Історія Сент-Вінсент і Гренадин
Сент-Вінсент і Гренадини — невеличка острівна держава в східній частині Карибського моря. Її історія тісно пов'язана з епохою колоніяльного правління європейських країн.

## До приходу європейців
Перед відкриттям іспанцями о. Сент-Вінсент і Гренадини населяли індіанці — кариби. Перед ними тут жили араваки.

## Епоха європейського правління
Христофор Колумб відкрив острови під час своєї 3-ї подорожі до Нового Світу. 22 січня 1498 р. у свято святого Вінсента він відкрив найбільший острів країни, через це він і отримав таку назву. Острови були формально оголошені власністю Іспанії. Проте іспанці не займались їх колонізацією, бо їх вабили більш багаті країни Центральної і Південної Америки.
1627 р. Сент-Вінсент захопила Франція. Однак протягом 17-18 ст. боротьба за контроль над ним йшла між нею та Англією (Британією). У 1673—1762 рр. острови навіть визнавались нейтральною територією між ними. Згідно з Версальським договором 1783 ця земля остаточно відійшла британцям. Невдоволені кариби, підбурювані Францією, підняли повстання 1795–1797 рр. Англійці придушили його та депортували майже все корінне індіанське населення (5 тис. осіб) до своєї колонії Британський Гондурас. На місце індіанців завозились раби з Африки для робіт на британських плантаціях. В результаті чорношкіре африканське населення склало більшість на островах. Чисельність місцевих індіанців зменшилась до мінімуму внаслідок загибелі також під час виверження вулканів 1812 та 1902 років. Рабство було скасоване британською владою у 1834 р. Після цього на острови прибуло багато португальських та азійських робітників. У 1833–1960
рр. острови входили до колонії Британські Навітряні острови. 1902 р. в результаті виверження вулкану Суфрієр загинуло більше 2 тис. людей. 1951 р. дорослому населенню британська влада надала право голосу на виборах. 1958 — 1962 Сент-Вінсент і Гренадини були в складі об'єднання британських колоній басейну Карибського моря — Федерації Вест-Індії.
27 жовтня 1969 р. острови набули статусу «держави, асоційованої з Великою Британією».

## Незалежність

Прапор Сент-Вінсент і Гренадин

Незалежність від В.Британії була проголошена 27 жовтня 1979 р. Першим прем'єр-міністром нової держави став Мільтон Кейто. Тоді ж була прийнята чинна конституція, згідно з якою головою держави залишилась королева В.Британії. До 1984 р. і з 2001 р. при владі перебуває Об'єднана лейбористська партія (прем'єр-міністри Мільтон Кейто і Ральф Гонсалвіш). У 1984—2001 роках уряд після перемог на парламентських виборах 1984, 1989, 1994 рр. формувала Нова демократична партія (прем'єри Джеймс Фіц-Аллен Мітчелл і Арнім Юстас).